# Arseni Pacheco Ransanz
Arseni Pacheco Ransanz (Barcelona, 8 de febrer de 1932 - Vancouver, 17 de juny de 2011) fou un filòleg medievalista i editor de textos català, establert al Canadà.
Pacheco estudià Filologia Romànica a la Universitat de Barcelona on es llicencià el 1954, amb premi extraordinari, i es doctorà en Filosofia i Lletres el 1958 amb una tesi sobre Francesch de la Via: estudio y edición, dirigida per Martí de Riquer. Amb aquesta tesi inicià la seva especialitat en els gèneres narratius de la literatura catalana dels segles XIV i XV, tema sobre el qual publicà nombrosos articles i edicions crítiques de textos. També treballaria en la literatura espanyola del Segle d'Or. Fou professor a Alemanya i a Escòcia (de 1956 a 1966 a les Universitats de Glasgow i Saint Andrews). Després ho fou a la Universitat de Pittsburgh i, de 1968 fins a la jubilació el 1997,a la University of British Columbia, a Vancouver.
Al Canadà fou membre i president (1978-1980) de l'Association of Canadian Hispanists, fou membre fundador i també president de 1987 a 1990 de la North American Catalan Society (NACS) i de la Canadian Federation for the Humanities. El 1990 fou organitzador del Col·loqui d'Estudis Catalans a Nord-amèrica (col·loqui de la NACS) a Vancouver i editor de les actes (1992). L'any 1981 fou escollit membre de la Royal Society of Canada. El 2009 rebé la medalla al Mérito Civil d'Espanya.

## Publicacions

### Edicions
- Francesc de la Via, Obres introducció, text i notes per Arseni Pacheco, Barcelona: Biblioteca Catalana d'Obres Antigues, 1963-1968 [reedició: Barcelona : Quaderns Crema, 1997]
- Novel·letes sentimentals dels segles XIV i XV, Barcelona: Edicions 62, 1970
- Viatges a l'altre món: dos relats dels segles XIV i XVII a cura d'Arseni Pacheco, Barcelona: Edicions 62, 1973 [recull Viatge del vescomte Ramon de Perellós i de Roda fet al Purgatori de Sant Patrici (a. 1397) i Cas raro d'un home anomenat Pere Portes, de la vila de Tordera, que vivint entrà e eixí de l'Infern (1611)]
- Gonzalo de Céspedes y Meneses, Varia fortuna del soldado Píndaro edición, prólogo y notas de Arsenio Pacheco, Madrid: Espasa-Calpe, 1975
- Bernat Serradell, Testament de Bernat Serradell, de Vic, Barcelona: Barcino, 1980 (Els Nostres Clàssics)
- Novel·les amoroses i morals a cura d'Arseni Pacheco i August Bover i Font, Barcelona: Edicions 62, 1981 (MOLC)
- Blandín de Cornualla i altres narracions en vers dels segles XIV i XV, Barcelona: Edicions 62, 1983 (MOLC)
- Història de Jacob Xalabín, Barcelona: Barcino, Fundació Jaume I, 1988 (Els Nostres Clàssics)

### Estudis
- El "Poeta remullat" del Cancionero Vega-Aguiló in: Boletín de la Real Academia de Buenas Letras de Barcelona, Vol. XXIX, 1961-1962
- "El Blandín de Cornualla", in: Catalan Studies. Volume in Memory of Josephine de Boer Ed. J. Gulsoy and J. M. Solà-Solé. Barcelona: Hispam, 1977, p. 149-161
- «Catalan Contribution to the Development of the Spanish Novel», Revista Canadiense de Estudios Hispánicos, 5, 1982, p. 405-414
- "Notes i reflexions sobre les noves rimades i les codolades", Josep Maria Solà-Solé: homage = homenaje = homenatge (Miscelánea de estudios de amigos i discípulos), Barcelona: Puvill, 1984, p. 169-178
- "St. Patrick's Purgatory. The waning of a Legend", Catalan Review, Homage Volume for Professor Joseph Gulsoy, 13, 1999, p. 177-185
- "Els fabliaux catalans no són fabliaux", Miscel·lània Joaquim Molas, 2; Estudis de Llengua i Literatura Catalanes 58, PAM, 2005, p. 5-19

de tema hispànic
- "Francisco Loubayssin de Lamarca. El personaje y su obra", Boletín de la Real Academia Española, 62, 1982, p. 245-288
- "Varia fortuna de la novela corta en el siglo XVII", Revista Canadiense de Estudios Hispánicos, 10, 1986, p. 407-421
- "Una ambigua y original ejemplaridad. Notas en torno a la novela corta del siglo XVII", Studia in honorem Prof. M. de Riquer, 5, Barcelona: Quaderns Crema, 1990, p. 301-316